# Tajonar
Tajonar (en euskera y cooficialmente, Taxoare) es una localidad y concejo del municipio de Aranguren, en la Comunidad Foral de Navarra (España). En 2014 tenía una población de 305 habitantes y su altitud es de 584 m s. n. m. Dentro de su término municipal se encuentran las instalaciones deportivas del Club Atlético Osasuna.

## Demografía
En 2016 Tajonar contaba con una población de 316 habitantes, de los cuales 169 eran hombres y 147 mujeres. (INE 2016).
| Gráfica de evolución demográfica de Tajonar entre 2000 y 2016 |
|                                                               |

## Clima
Tiene un clima mixto, con importantes contrastes entre las épocas de verano e invierno. La temperatura media anual suele ser superior a los 12 grados. En invierno, la temperatura ronda el grado y las heladas son muy frecuentes. Mientras que en verano la temperatura media es de 25 grados, aunque a veces llegue a alcanzar los 40º.

## Construcciones

### Acueducto

#### Orígenes
Los orígenes del proyecto del acueducto datan del año 1699, debido a una sequía y falta de agua corriente en el valle.

#### Construcción
Francisco Gency fue el ingeniero hidráulico francés que lo diseñó. De esta manera, el agua sería llevada por tuberías y los vascos comunicantes salvarían los desniveles del terreno. El proyecto en un principio e rechazado y no se lleva a cabo hasta 1778, cuando se retoma.

### Fuente

#### Orígenes
A pesar de que no se tienen muchos datos sobre esta particular fuente de Tajonar, los documentos más antiguos que se refieren a ella datan del siglo XlV.

### Iglesia

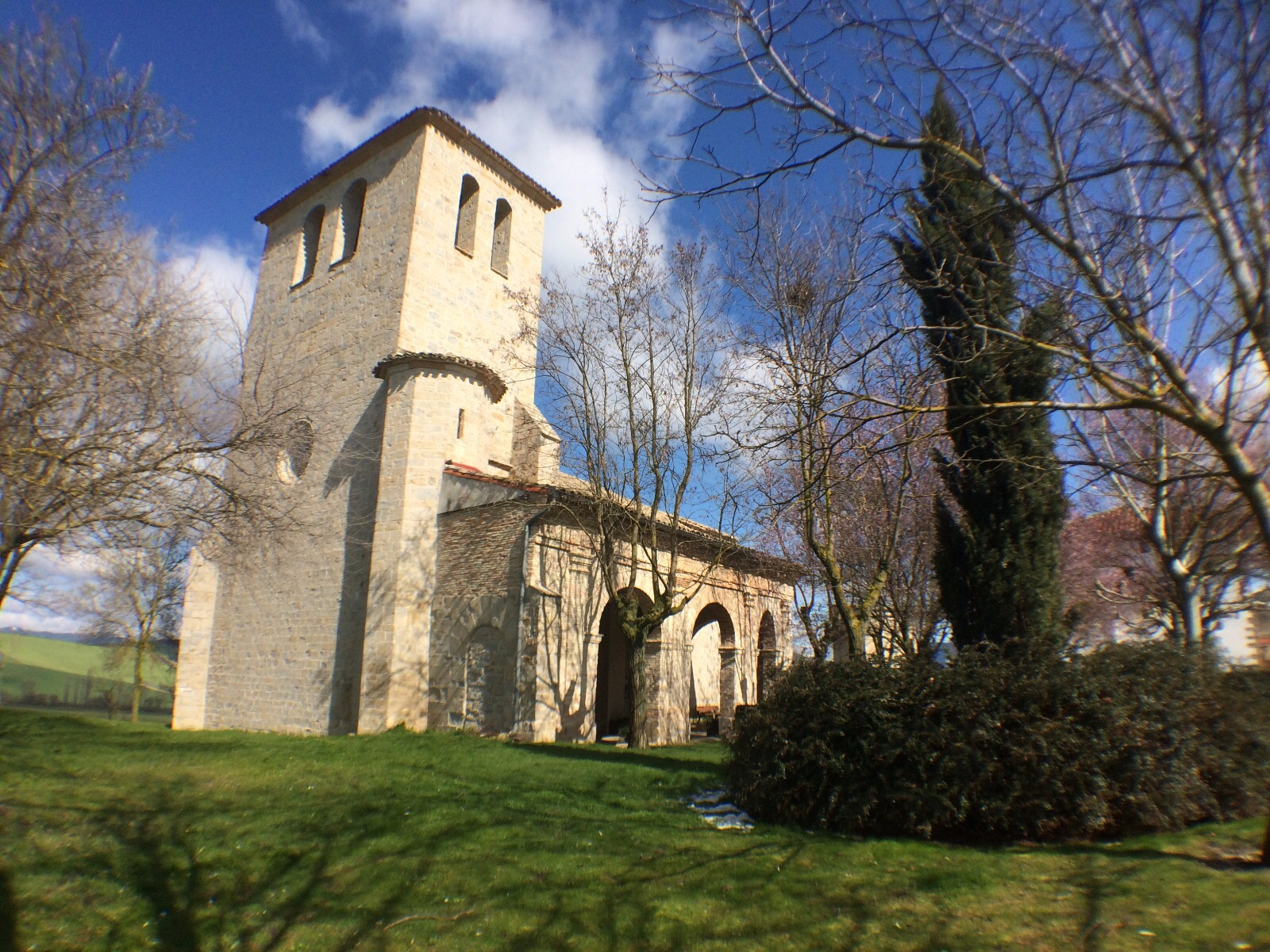
Vista general de la iglesia de Tajonar en primavera.

#### Orígenes
La iglesia de San Emeterio y San Celedonio es una construcción protogótica de 1200 realizada en piedra y reformada en el siglo XVI.

#### Constitución
Tiene una nave dividida en cuatro tramos, cubierta con una bóveda de cañón apuntado sobre fajones (la zona más antigua) que apoyan en pilastras cortadas con ménsulas lobadas a cuya altura corre una línea de imposta  que se prolonga por los muros. Cabecera poligonal con bóveda nervada bastante posterior. El cubrimiento de la cabecera pertenece al siglo XVI.

## Guerra Civil
La Guerra:
Tajonar no recibió ningún ataque, sin embargo, los que estaban en el servicio militar fueron obligados a ir al frente a luchar.
Jóvenes de Tajonar que fueron a la guerra:
1. Fidel Galar Labiano
2. Valeriano Esparza Ecay
3. Juan Zuza Ciáurriz
4. Felipe Zuza Ciáurriz
5. Agapito Echarte Górriz
6. Claudio Eslava Barbarin
7. Jesús Iribarren Izu
8. Marcelino Huarte Redín
9. Casiano Galar Labiano
10. José Monreal Goñi

Jóvenes de Tajonar que fallecieron víctimas de la guerra:
| Nombres                    | Fecha               | Lugar   | Edad        |
| -------------------------- | ------------------- | ------- | ----------- |
| Tirso Galar Labiano        | 11 de mayo de 1937  | Vitoria | 27 años     |
| José Ignacio Osácar Cenoz  | Desconocida         | Teruel  | Desconocida |
| Inocencio González Lacunza | 29 de julio de 1938 | Bilbao  | 25 años     |

Fusilamiento en Tajonar:
La noche del 29 de septiembre de 1936 varios jóvenes fueron trasladados en un furgón a Tajonar y fusilados junto al cementerio. Entre ellos, estaba el alcalde de Estella, a quien enterraron fuera de las tapias de campo santo. El resto de cuerpos fueron trasladados a un lugar indeterminado.